# Michel Mulloy
Michel Joseph Mulloy (ur. 20 maja 1954 w Mobridge) – amerykański duchowny rzymskokatolicki, administrator diecezji Rapid City w latach 2019–2020, mianowany biskupem diecezjalnym Duluth w 2020, zrezygnował z przyjęcia sakry biskupiej.

## Życiorys
Michel Joseph Mulloy urodził się 20 maja 1954 w Mobridge w Dakocie Południowej. Uczęszczał do szkół podstawowych Beadle i Freeman Davis w Mobridge i Mobridge High School oraz O'Gorman High School w Sioux Falls. Studiował na Saint Mary's University w Winonie (Minnesota) oraz w seminarium Saint Paul Seminary (1973–1979) w Saint Paul. Święcenia prezbiteratu przyjął 8 czerwca 1979 w katedrze św. Józefa w Sioux Falls i został kapłanem fidei donum dla diecezji Rapid City.
Po święceniach był w latach 1979–1981 proboszczem parafii katedralnej Matki Bożej Nieustającej Pomocy w Rapid City, w latach 1981–1983 proboszczem parafii Chrystusa Króla w Sioux Falls, a w 1983 administratorem parafii św. Józefa.
Po inkardynacji do diecezji Rapid City pracował w latach 1986–1989 jako proboszcz parafii św. Józefa, w latach 1989–1992 jako proboszcz parafii św. Franciszka z Asyżu w Sturgis, w latach 1996–2004 jako proboszcz parafii Najświętszego Sakramentu w Rapid City, w latach 2004–2016 jako proboszcz parafii katedralnej Matki Bożej Nieustającej Pomocy, a w latach 2016–2017 jako proboszcz parafii św. Bernarda w McLaughlin, NMP w Kenel, św. Alojzego w Bullhead oraz św. Bedy w Wakpala. Był dyrektorem diecezjalnego biura ds. powołań i kultu Bożego, członkiem kolegium konsultorów, a także wikariuszem ds. duchowieństwa i wikariuszem generalnym. Od 1 grudnia 2019 do 9 lipca 2020 pełnił funkcję administratora diecezji Rapid City.
19 czerwca 2020 papież Franciszek prekonizował go biskupem diecezjalnym Duluth. Święcenia biskupie miał przyjąć w katedrze Matki Bożej Różańcowej w Duluth 1 października 2020. Jednakże 7 września 2020 biuletyn biura prasowego Stolicy Apostolskiej zakomunikował, że Mulloy zrezygnował z przyjęcia święceń biskupich, a jego dymisja została przyjęta przez papieża Franciszka.